# Burg Schmalegg
Die Burg Schmalegg, auch Schenkenburg genannt, ist eine abgegangene Höhenburg auf dem 555 m ü. NN hohen Schlossbüchl beim Ortsteil Schmalegg der Stadt Ravensburg in Baden-Württemberg.
Die Burg wurde im 12. Jahrhundert von den Schenken von Schmalegg, einem welfischen und später dann staufischen Ministerialengeschlecht, erbaut, 1647 im Dreißigjährigen Krieg niedergebrannt und danach als Steinbruch genutzt. Im 13. Jahrhundert war die Burg auch Stammsitz des Minnesängers Ulrich von Winterstetten.

## Anlage
Das im Namen Schmalegg gekennzeichnete „Schmale Eck“ ist eine in den Tobel vorspringende Landzunge auf der noch heute das alte Dorf von Schmalegg, die Schlosshalde, liegt. Die hier eng beieinander liegenden Höfe bildeten eine Vorburg zu der eigentlichen, auf einem in den Tobel vorgeschobenen Geländekegel erbauten Burg des Rittergeschlechtes. Von der Vorburg war diese durch eine Zugbrücke getrennt. Da die Burg eine Kapelle des hl. Nikolaus enthielt, kann diese nicht klein gewesen sein. Die Vorburg besaß wahrscheinlich ebenfalls eine Befestigungsanlage, die sie von der angrenzenden Hochfläche trennte.
Von der ehemaligen Burganlage ist nur noch ein tiefer Sattel vorhanden, der den ehemaligen Burggraben darstellt.

## Wappen der Ritter von Schmalegg

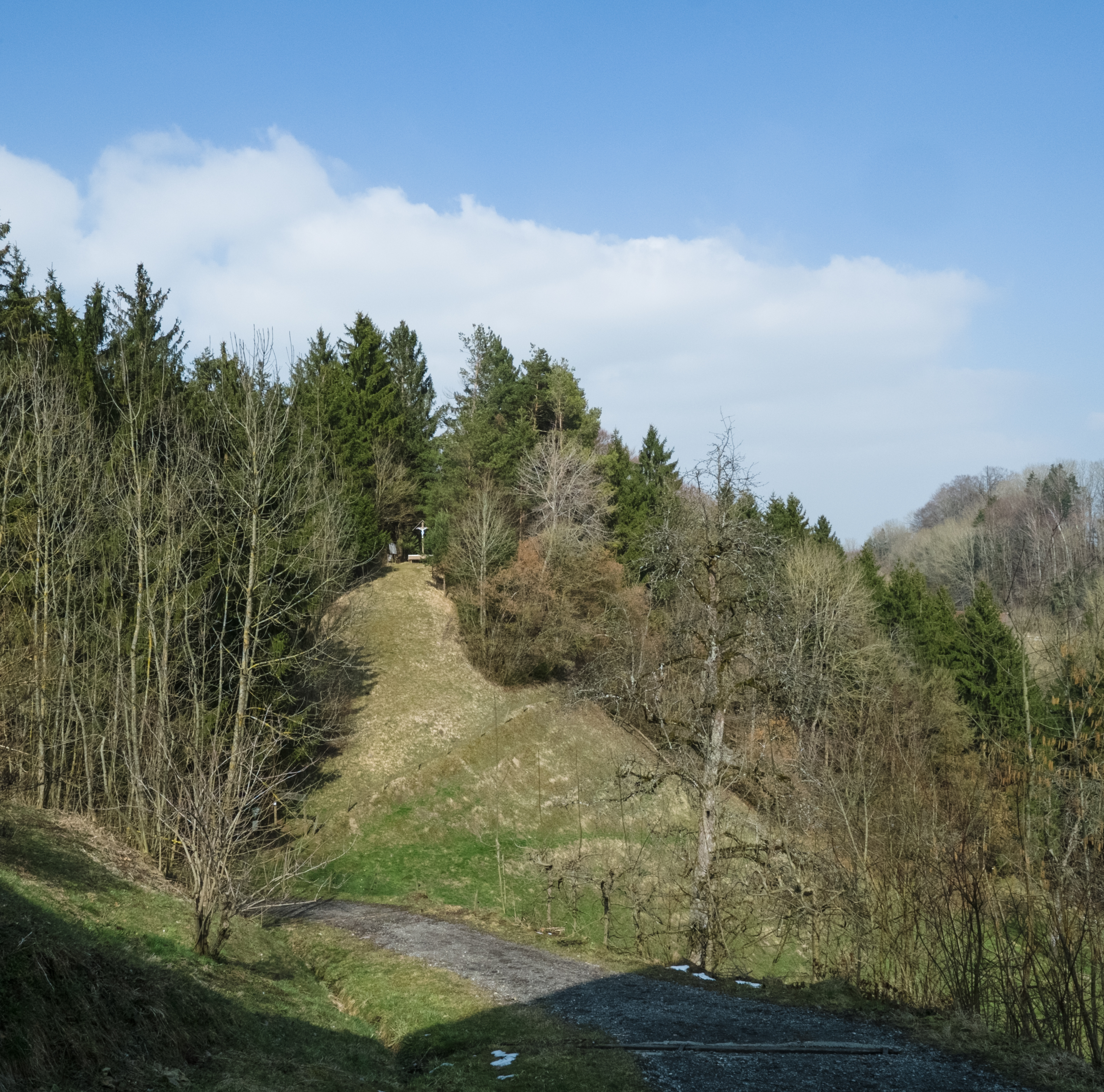
Burgberg mit Sattel

Das Wappen der Ritter von Schmalegg wird als ein dreieckiger, nach rechts geneigter Schild beschrieben, der ein auf Goldgrund liegendes Gebilde zeigt, das als Wolfsangel bzw. Mauerhaken gedeutet werden kann. Auf der linken oberen Ecke des Schilds sitzt ein Topfhelm, aus dem ein nach hinten gebogenes Horn herausragt. Das Horn trägt drei kleine Schilde die wiederum den Mauerhaken zeigen und mit je drei Pfauenfedern besetzt sind. Von diesem Wappen wurde das frühere Gemeindewappen von Schmalegg abgeleitet.

## Geschichte
- 1148 erste urkundliche Erwähnung als Smalunekke.[3]
- Zwischen 1274 und 1294 wird die Burg Schmalegg an die Grafen von Werdenberg-Sargans verkauft.
- Am 4. Juli 1413 verkauft Graf Eberhard von Werdenberg zu Sigmaringen die Herrschaft Schmalegg für 6300 fl. (rh.) an die Reichsstadt Ravensburg,[4] die auf der Burg einen Vogt einsetzt.
- Im Frühjahr 1647 wird die Burg während des Dreißigjährigen Krieges von schwedischen Truppen niedergebrannt.
- 1824 sind von der Burg noch bedeutende Ruinen des Torturms sowie der Befestigungsmauer vorhanden. Auf dem Schlossbüchl wird nun Getreide angebaut.[5]
- 1862 werden die verbliebenen Ruinen zum Bau der Kirche in Schmalegg verwendet.

## Heutige Nutzung

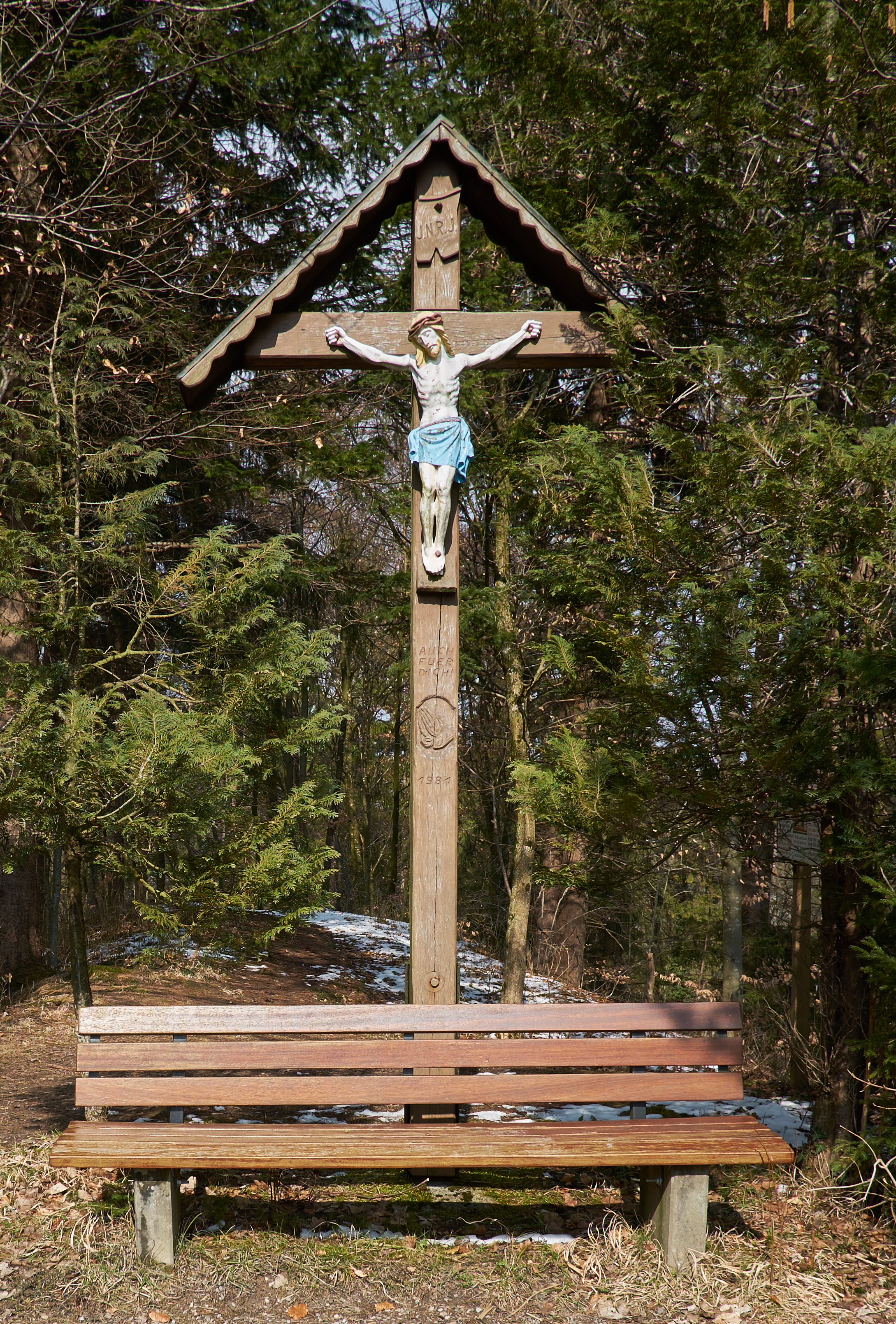
Kreuz auf dem Schlossbüchl

Heute befinden sich an der Stelle der ehemaligen Burg Schmalegg ein Kreuz, eine Ruhebank sowie mehrere Informationstafeln, die auf die einstige Herrschaft hinweisen.
Das Kreuz stammt von Herrgottschnitzer Riegel aus Altshausen und wurde am 3. Juli 1956 eingeweiht. Es wurde 1981 erneuert.

## Goldenes Kegelspiel
Laut einer Legende soll auf der Burg Schmalegg ein goldenes Kegelspiel versteckt sein. Die Narrenzunft Bettelspitz Schmalegg erinnert alljährlich während der Fasnet mit einem Wettkegeln für die örtlichen Schüler und Kindergartenkinder an diese Legende.

## Botanik
Am Schlossbüchl kommt der Frauenschuh, eine seltene wildwachsende Orchideenart, vor. Der Frauenschuh gilt nach der Roten Liste als gefährdet und ist nach der Bundesartenschutzverordnung streng geschützt.